# La Grenouille et le Rat
La Grenouille et le Rat est la onzième fable du livre IV de Jean de La Fontaine situé dans le premier recueil des Fables de La Fontaine, édité pour la première fois en 1668.

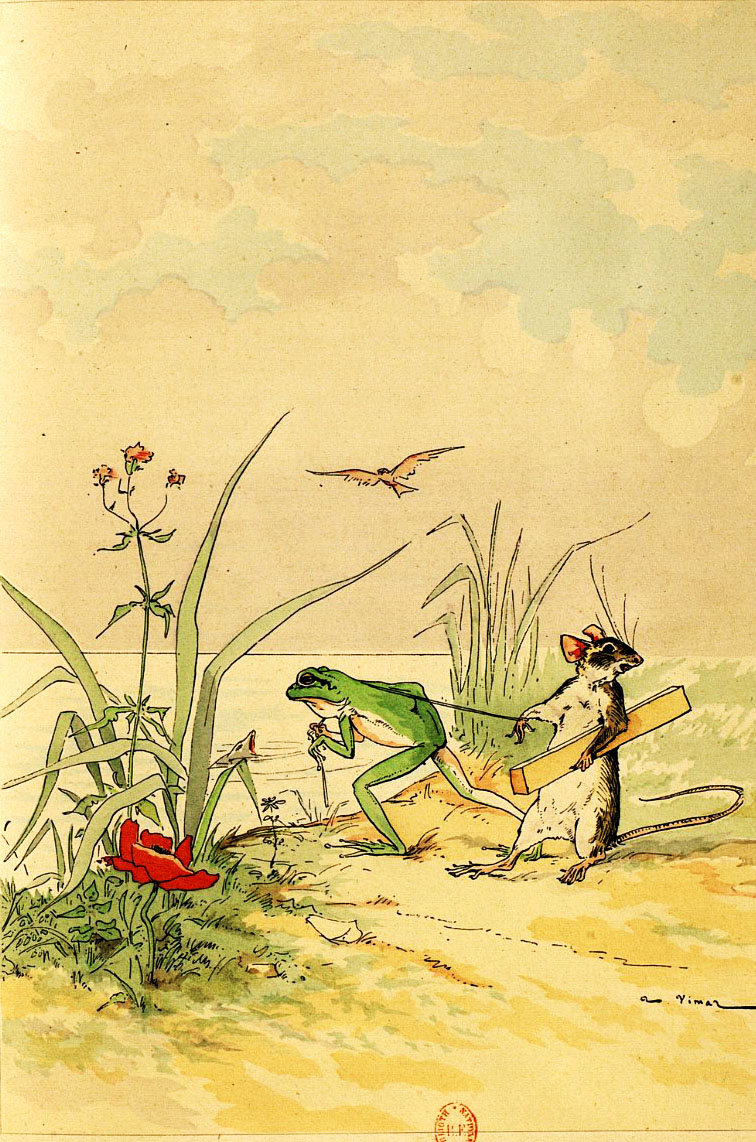
Illustration de Auguste Vimar (1897)

Elle s'inspire d'une ultime fable d'Esope.

## Texte
LA GRENOUILLE ET LE RAT
[Ésope]

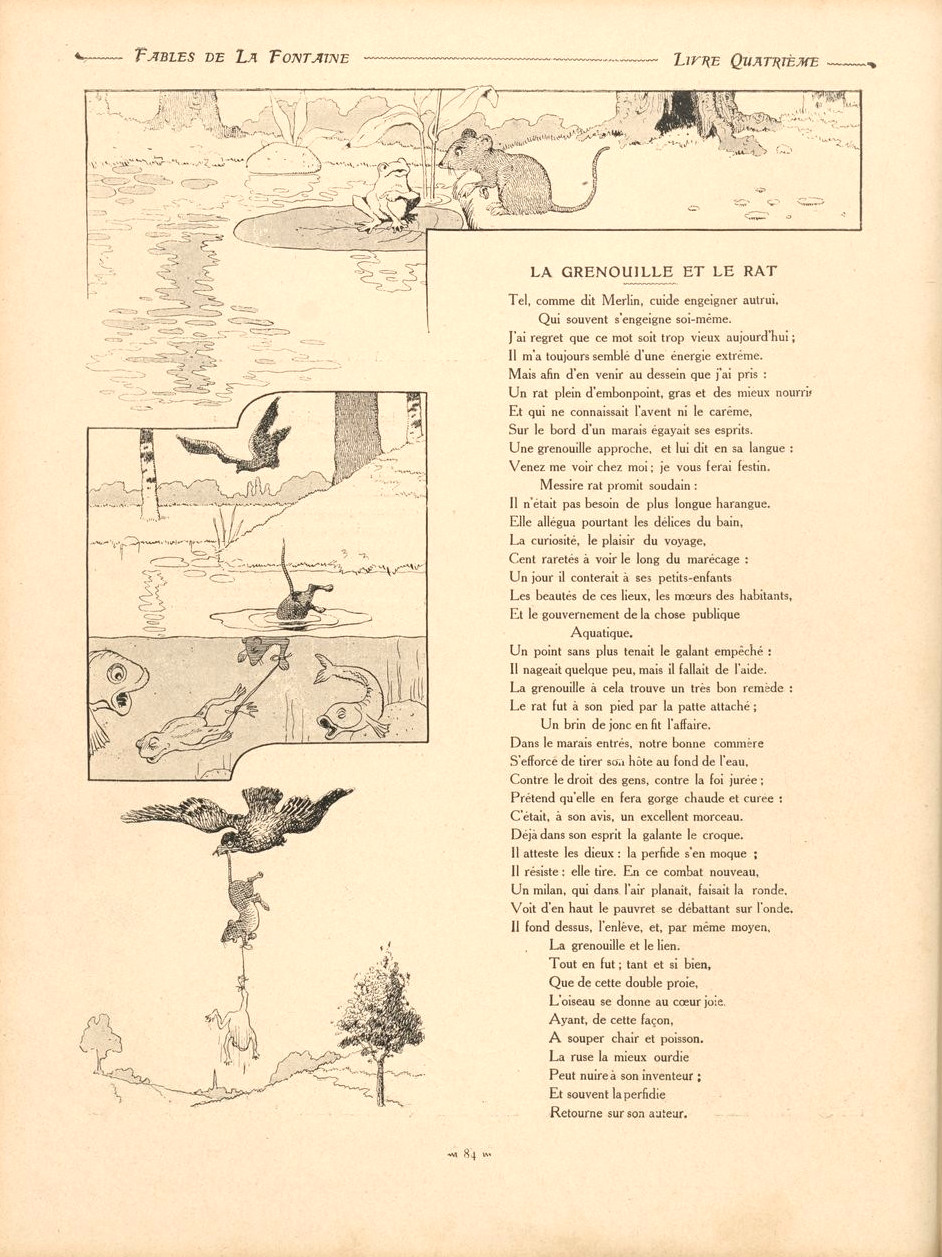
Illustration de Benjamin Rabier (1906)

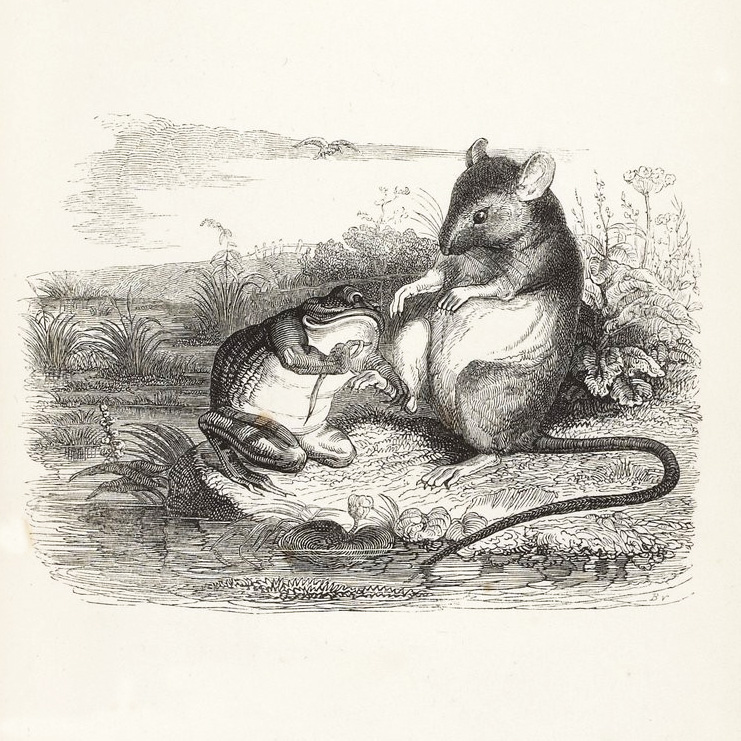
Dessin de Grandville (1838-1840)

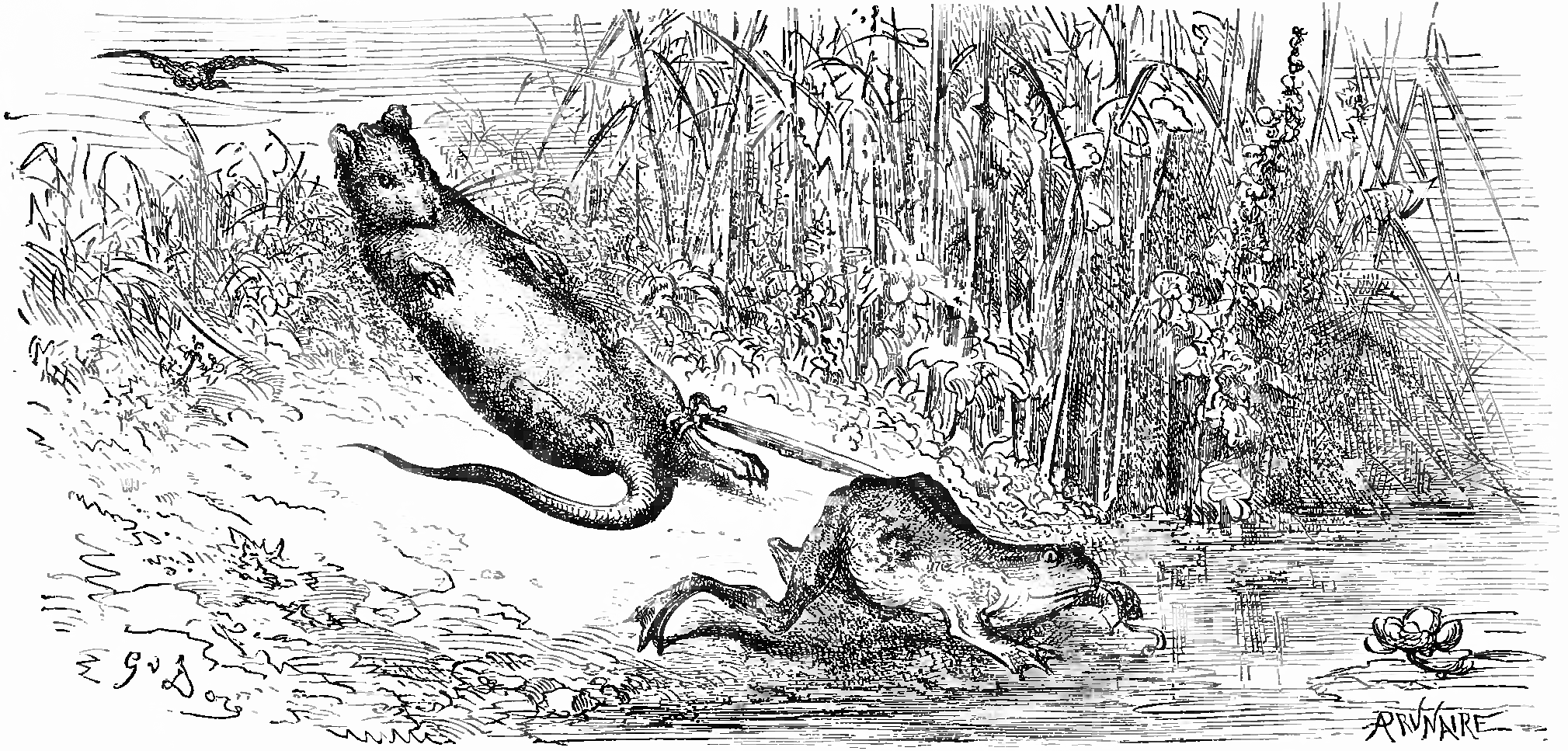
Gravure de Gustave Doré (1876)

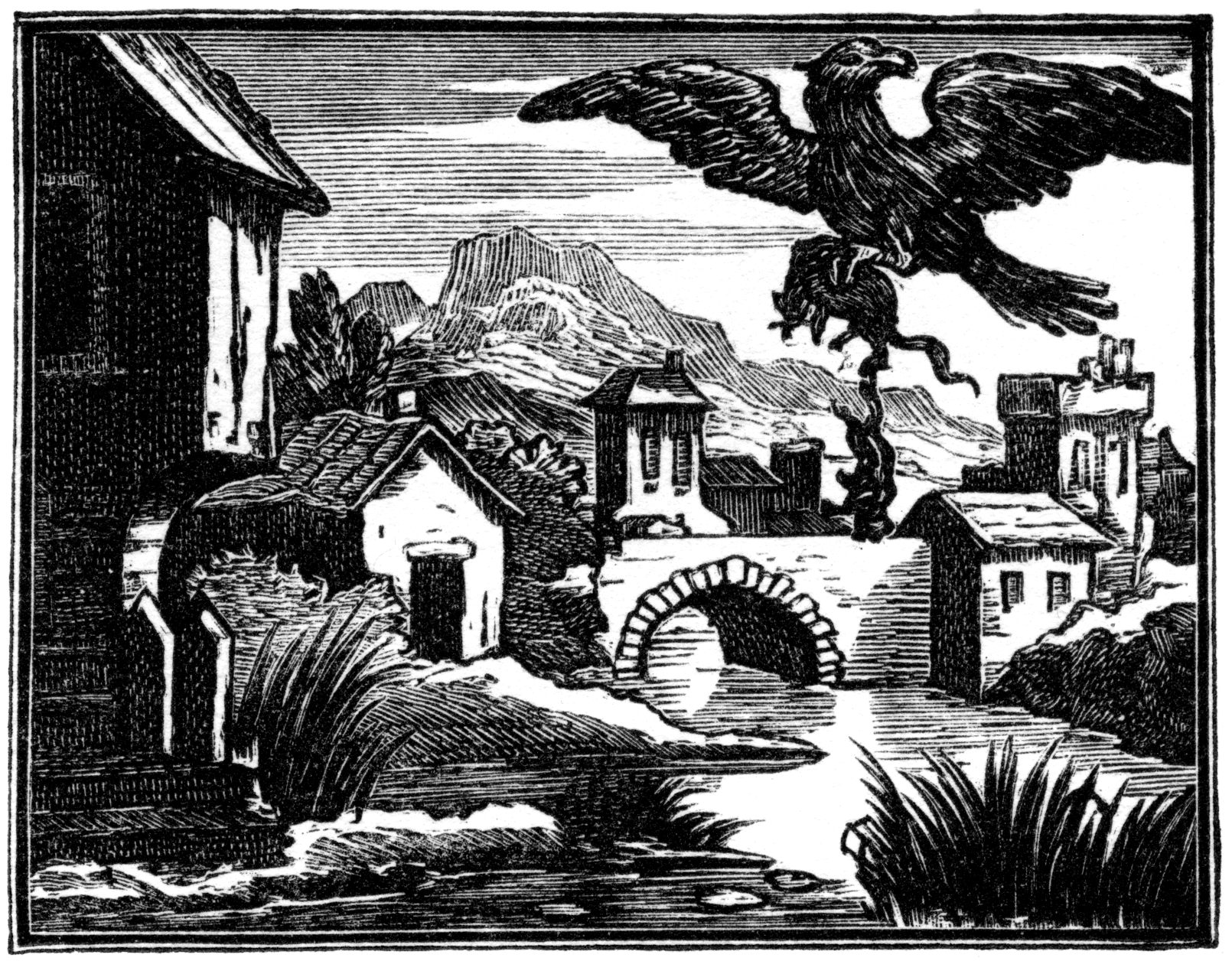
Gravure de François Chauveau (1613-1676)

Tel, comme dit Merlin (1), cuide engeigner autrui,
         Qui souvent  s'engeigne soi-même (2).
J'ai regret que ce mot soit trop vieux aujourd'hui :
Il m'a toujours semblé d'une énergie extrême.
Mais afin d'en venir au dessein que j'ai pris,
Un Rat plein d'embonpoint, gras et des mieux nourris,
Et qui ne connaissait l'avent ni le carême (3),
Sur le bord d'un marais égayait ses esprits (4).
Une Grenouille approche, et lui dit en sa langue :
" Venez me voir chez moi ; je vous ferai festin."
         Messire Rat  promit soudain (5) :
Il n'était pas besoin de plus longue harangue.
Elle allégua pourtant les délices du bain,
La curiosité, le plaisir du voyage,
Cent raretés à voir le long du marécage :
Un jour il conterait à ses petits-enfants
Les beautés de ces lieux, les mœurs des habitants,
Et le gouvernement de la chose publique (6)
                           Aquatique.
Un point sans plus tenait le galand (7) empêché.
Il nageait quelque peu ; mais il fallait de l'aide.
La Grenouille à cela trouve un très bon remède :
Le Rat fut à son pied par la patte attaché ;
         Un brin de  jonc en fit l'affaire.
Dans le marais entrés (8), notre bonne Commère
S'efforce de tirer son Hôte au fond de l'eau,
Contre le droit des gens, contre la foi jurée ;
Prétend qu'elle en fera gorge chaude (9) et curée (10) ;
C'était, à son avis, un excellent morceau.
Déjà, dans son esprit la galande le croque.
Il atteste (11) les dieux ; la Perfide s'en moque .
Il résiste ; elle tire. En ce combat nouveau,
Un Milan, qui dans l'air planait, faisait la ronde,
Voit d'en haut le pauvret se débattant sur l'onde.
Il fond dessus, l'enlève, et par même moyen
             La Grenouille et le lien.
             Tout en fut : tant et si bien,
             Que de cette double proie
             L'Oiseau se donne au cœur joie,
             Ayant de cette façon
             À souper chair et poisson.
             La ruse la mieux ourdie (12)
             Peut nuire à son inventeur;
             Et souvent la perfidie
             Retourne sur (13) son auteur.
Vocabulaire
(1) Merlin l'enchanteur est un personnage célèbre des romans de la Table Ronde, romans qui étaient édités, lus  et connus  au XVIIe siècle. 
(2) Citation du Premier Volume de Merlin (1535) : "Telz cuident egigner un autre qui s'engignen eulx mesme", c'est-à-dire "ceux qu pensent tromper autrui se trompent eux-mêmes".(cuide : croit ; engeigner : tromper) 
(3) donc, qui ne jeûnait pas ! (Le carême, ce sont deux périodes de jeûnes pour les catholiques)
(4) se distrayait 
(5) aussitôt 
(6) Sens latin: res publica, l'État
(7) On dit aussi qu'un homme est un galant, pour dire qu'il est habile, adroit, dangereux, qu'il entend bien ses affaires (dictionnaire de Furetière)
(8) tournure qui serait incorrecte aujourd'hui, mais voulue par La Fontaine.
(9) terme de fauconnerie : viande chaude qu'on donne aux oiseaux du gibier qu'ils ont pris.
(10) terme de vénerie : repas qu'on fait faire aux chiens et aux oiseaux après qu'ils ont pris quelque gibier (dictionnaire de Furetière)
(11) prend à témoin
(12) tramée
(13) contre